# Martin Fröst
Pour les articles homonymes, voir Frost.
Martin Fröst (né le 14 décembre 1970 à Uppsala) est un clarinettiste et chef d'orchestre suédois. En tant que clarinettiste, il se produit dans le monde entier et est considéré comme l'un des solistes instrumentaux les plus réputés,,.
Il est le premier clarinettiste à recevoir l'une des plus grandes distinctions de la musique classique, le Prix musical Léonie-Sonning; parmi les autres lauréats figurent Igor Stravinsky, Leonard Bernstein, Miles Davis, Daniel Barenboim et Gidon Kremer. Il est également le seul instrumentiste à vent à avoir été nommé artiste en résidence au Concertgebouw d'Amsterdam (pour la saison 2022/23). Il a été nommé chef principal de l'Orchestre de chambre de Suède en 2019.
Martin Fröst s'est produit en tant que soliste avec la plupart des grands orchestres du monde, notamment le Orchestre philharmonique de New York, le Orchestre royal du Concertgebouw, le London Symphony Orchestra, le Gewandhausorchester. Leipzig, Los Angeles Philharmonic, Munich Philharmonic, le Philharmonie de l'Elbe, Orchestre symphonique de la NHK, Orchestre symphonique de Vienne, Tonhalle-Orchester Zürich et Orchestre de Paris.
Martin Fröst est également un développeur de projets multimédia avec musique, chorégraphie et conception de lumière, dans lesquels il apparaît comme clarinettiste, chef d'orchestre, rédacteur et « maître de cérémonie ». Il traverse les frontières musicales et médiales. Fröst redéfinit ce que signifie être clarinettiste au 21e siècle et redéfinit ce que peut être un orchestre.

## Formation
Martin Fröst a commencé le violon à l'âge de six ans et a commencé à apprendre la clarinette à l'âge de neuf ans, après avoir entendu un enregistrement de Jack Brymer jouant le Concerto pour clarinette de Mozart. Après avoir été diplômé de l'école élémentaire, à l'âge de 15 ans, il a déménagé à Stockholm pour étudier la clarinette avec Sölve Kingstedt à l'École royale supérieure de musique de Stockholm. Plus tard, il a poursuivi sa formation à la Hochschule für Musik, Theater und Medien Hannover avec Hans Deinzer, avec qui Sabine Meyer avait également étudié 10 ans plus tôt,
.

## Carrière

### En tant que clarinettiste
En tant que clarinettiste, Martin Fröst s'est produit avec de nombreux orchestres renommés en Europe, aux États-Unis, au Japon et en Chine. De la saison 2006/07 à 2008/09, il a été artiste dans la série «Junge Wilde» (Jeunes sauvages) au Konzerthaus Dortmund.
Martin Fröst dit à propos de son répertoire : « J'ai en fait joué presque tout ce qui est juste et bon pour la clarinette ». Cela inclut également les œuvres de compositeurs contemporains qui les ont écrits spécialement pour lui, par exemple  John Adams, Krzysztof Penderecki, Anna Clyne, Anders Hillborg, Kalevi Aho, Rolf Martinsson, Bent Sørensen, Victoria Borisova-Ollas, Karin Rehnqvist and Sven-David Sandström. Parmi les chefs d'orchestre avec lesquels il a travaillé, citons Kirill Petrenko, Riccardo Chailly, Esa-Pekka Salonen, Gustavo Dudamel, Alan Gilbert, Paavo Järvi, Klaus Mäkelä, David Zinman, Vladimir Ashkenazy, Lahav Shani, Alain Altinoglu, Nicholas Collon, Maxim Emelyanychev, Jakub Hrusa, Hannu Lintu, Andrew Manze, Gianandrea Noseda, Jonathan Nott, Sakari Oramo et Osmo Vänska. Les partenaires de la musique de chambre comprennent Janine Jansen, Yuja Wang, Quatuor Ebene, Antoine Tamestit, Leif Ove Andsnes, Lucas Debargue, Roland Pöntinen, Nikolaj Szeps-Znaider et Joshua Bell. Son jeune frère Göran écrit également pour lui, notamment de la musique klezmer.
En 1998, Martin Fröst a innové en interprétant le concerto pour clarinette Peacock Tales d'Anders Hillborg avec des éléments de pantomime et de danse, une pièce qui a été jouée plus de 300 fois dans le monde entier,,.
Martin Fröst a été directeur artistique du festival de musique suédois Vinterfest pendant dix ans, avant de terminer son mandat en 2015. Il est devenu codirecteur artistique du Festival international de musique de chambre de Stavanger en 2010, poste qu'il a occupé jusqu'en 2015. Il a été chef d'orchestre associé à l'Orchestre symphonique de Norrköping, partenaire artistique de l'Orchestre de chambre de Saint-Paul et a effectué plusieurs résidences au Wigmore Hall de Londres.

#### Collaborations et résidences artistiques
En 2018–2019, Martin Fröst est artiste en résidence de l’hr-Sinfonieorchester de Francfort-sur-le-Main, ainsi que des Bamberger Symphoniker.
En 2019–2020, il est artiste en résidence à l’Orchestre de la Tonhalle de Zurich.
En 2022–2023, il est  artiste en résidence à le Royal Concertgebouw Orchestra d’Amsterdam.
Pour la saison 2023–2024, il est  artiste en résidence à l’Orchestre de la Suisse romande.
Le 5 janvier 2023, Martin Fröst crée au Concertgebouw d’Amsterdam le concerto pour clarinette Weathered, composé par la Britannique Anna Clyne, résidant aux États-Unis. L'œuvre, d’une durée de 27 minutes, a été écrite spécialement pour lui.
Lors de la saison 2025–2026, Martin Fröst sera artiste en résidence à l'Orchestre symphonique de la NDR Hambourg. Il y jouera notamment pour la première fois sur une clarinette en métal argenté.

#### Prix
Sa carrière a été récompensée avec les prix suivants :
- 1er prix du Concours de Genève (1997)[20]
- Nippon Music Award (1997) pour l'enregistrement du Concerto pour clarinette de Carl Nielsen[20]
- Prix de la culture du journal suédois Dagens Nyheter
- Borletti-Buitoni Trust Award (2003)
- Artiste de nouvelle génération de BBC Radio 3 (2003-2005)
- Litteris et Artibus (2012)
- Prix musical Léonie-Sonning (2014)[21]
- ECHO Klassik : Prix de l'instrumentiste de l'année dans la catégorie clarinette pour le CD « Roots » (2016)[22]
- Opus Klassik, Successeur de l'Echo Klassik  (2021) :  Prix de l'instrumentiste de l'année dans la catégorie clarinette pour le CD « Vivaldi » (2019/2020)[23]

#### Enregistrements
Il a enregistré de nombreuses œuvres. Ses enregistrements sont présentés en détail sur son site sous la rubrique « discographie », notamment les concertos pour clarinette de Mozart (sur une clarinette de basset), Crusell, Weber, Nielsen,  Hindemith, Copland et Aho ainsi que des œuvres pour clarinette et piano, y compris les sonates op.120 de Brahms, avec le pianiste Roland Pöntinen.
Sur son album « Roots », enregistré en 2016, l'artiste explore la musique depuis des chants grégoriens et des pièces de Hildegard von Bingen et de Telemann en partie en tant que soliste, en partie avec accompagnement d'orchestre, de chœur et de chefs d'orchestre jusqu'à différents styles musicaux comme la musique tzigane, Klezmer et la musique folk de différents pays, le tango ( Piazzolla) et la musique classique (Danse hongroise No.14 de Brahms, « Cinq pièces dans le style populaire » de Schumann, «Danses folkloriques roumaines» de Bartók) aux créations de Hans Ek (en), de Göran Fröst et d'Anders Hillborg.
Sur son dernier CD (avril 2020), il joue sur une clarinette fabriquée en buis par le facteur français Buffet Crampon, spécialement pour lui, avec l'Ensemble Concerto Köln, des pièces d'opéras et d'oratorios d'Antonio Vivaldi, appartenant à une époque où il n'existait pas encore de clarinette.

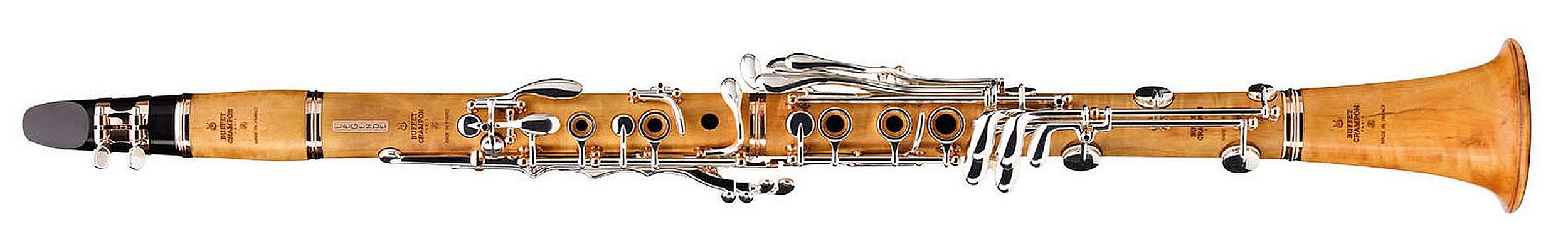
Fröst joue Vivaldi sur cette clarinette Buffet Crampon "Légende" en buis en Si
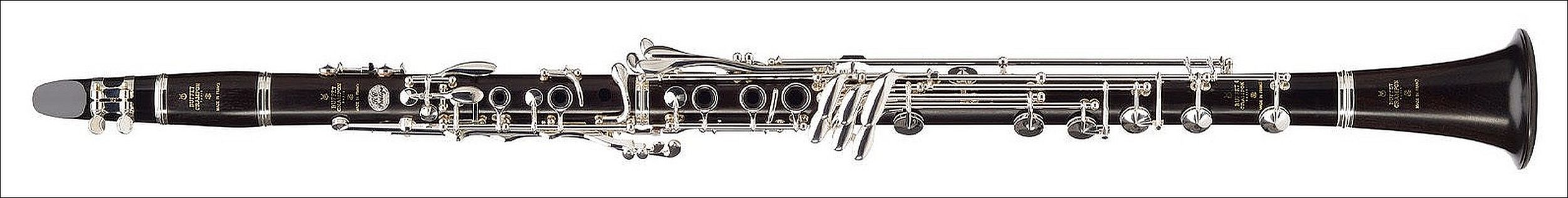
... et sur cette clarinette de basset Buffet Crampon "Prestige" en la, d'environ 23 cm de plus en longueur, le concerto pour clarinette de Mozart KV 622.

### En tant que chef d'orchestre
Depuis la saison 2019/20, Martin Fröst est chef d'orchestre de l'Orchestre de chambre suédois pour une période de trois ans au départ. Auparavant, il avait dirigé divers orchestres bien connus en tant que chef invité. De plus, il a été directeur artistique de divers festivals de musique à plusieurs reprises. La manière de diriger de Fröst est plutôt non conventionnelle.
« Ich kam von unterschiedlichen Seiten zum Dirigieren, also habe ich viel ausprobiert. Ich habe versucht zu dirigieren und dann zu spielen, ich habe versucht nur zu spielen und überließ das Orchester sich selbst und ich habe sogar etwas getan, das ich ,Conductography’ nenne. Ich gebe Werke mit einer bestimmten Choreographie in Auftrag und das Orchester reagiert auf meine Bewegungen – und das hat ebenfalls funktioniert. Natürlich braucht man sehr gute Ohren und Führungsqualitäten und man muss wissen, wie man Musik formen kann, wie man Klänge formen kann. »
— Martin Frost

« J'ai appris à diriger sous différents angles, alors j'ai beaucoup essayé. J'ai essayé de diriger et ensuite j'ai essayé de jouer, j'ai juste essayé de jouer et j'ai laissé l'orchestre à lui-même, et j'ai même fait quelque chose que j'appelle la conductographie. Je dirige des œuvres avec une certaine chorégraphie et l'orchestre réagit à mes mouvements — et cela a également fonctionné. Bien sûr, vous avez besoin d'une très bonne écoute et de compétences en direction, et vous devez savoir comment façonner la musique, comment façonner les sons. »
.

## Projets musicaux
Depuis 2013, Martin Fröst met en scène un nouveau projet musical tous les deux à trois ans qui outrepasse toutes les conventions, dans lequel il apparaît comme clarinettiste, chef d'orchestre, parolier, maître de cérémonie, acteur et parfois aussi comme danseur ; projet pour lequel il travaille en collaboration avec le Royal Stockholm Philharmonic Orchestra et avec des compositeurs, des chorégraphes et des éclairagistes. Les projets présentés jusqu'à présent sont dénommés : Dollhouse, Genesis, Retropia et Exodus. Avec ces projets, Fröst est à la fois un précurseur et un porteur de tradition, ouvrant de nouvelles portes sur ce que la musique classique peut impliquer.

### Dollhouse (2013)
Dollhouse est une fusion de compositions de Göran Fröst, Paul Dukas, Bent Sörensen, Manuel de Falla et Anders Hillborg, de chorégraphie et de jeux de lumière. Il s'agit de la première collaboration de Fröst avec le concepteur d'éclairage et chorégraphe Linus Fellbom (sv). Première représentation en octobre 2013, durée environ 1h35, (voir Liens externes : documentation, détails de toutes les pièces et vidéo peuvent être vus sur le site konserthuset.se).
« Dollhouse is very much about liberation, both in its physical and symbolical form, about the invisible threads that hold us to the earth, tie us together and can wear away. It is a concert with movement as its centre, a metaphor in the footsteps of Petrushka and Pinocchio. »
— Fröst

« Dollhouse, c'est vraiment la libération, tant dans sa forme physique que symbolique, sur les fils invisibles qui nous maintiennent à la terre, nous unissent et nous emportent. C'est un concert avec le mouvement pour centre, une métaphore sur les traces de Petrushka et Pinocchio »
.

### Genesis (2015)
Genesis est un programme d'œuvres réparties sur un millénaire d'histoire de la musique, depuis la musique grecque du IIe siècle (Mesomedes) jusqu'aux compositions de Hildegard von Bingen, Telemann,  Piazzolla, Messiaen,  Lutoslawski et Hillborg, pour n'en nommer que quelques-uns. Entre les deux, la musique populaire de Bartok et les danses klezmer de Goran Fröst. La musique ancienne et moderne ainsi la musique populaire du monde entier sont combinées. 
« It’s all connected, and the music also reflects people »
— , déclare Fröst

« Tout est lié et la musique reflète également les gens »
.
Durée de la représentation environ 1h42, (voir Liens externes : documentation, détails de toutes les pièces et vidéo peuvent être vus sur le site konserthuset.se).

### Retropia (2018)
Retropia, contraction de Retro et Utopia, en regardant en arrière, mais aussi en concevant de futures formes de musique. Pour le passé, il est joué dans ce projet l'ouverture du Mariage de Figaro de Mozart, suivie de la Quatrième Symphonie de Beethoven. Le présent dans l’œuvre est représenté par: Exode : Départ pour clarinette solo (création) de la compositrice d'origine russe Victoria Borisova-Ollas, qui vit en Suède, Angelus novus pour orchestre de chambre du compositeur suédois Jacob Mühlrad (en) et Nomadia pour clarinette et orchestre de chambre de Göran et Martin Fröst, tandis que l'avenir est évoqué dans Emerge pour clarinette, orchestre et gestrument, de Jesper Nordin (en). Des capteurs de mouvement sur la clarinette garantissent que chaque mouvement de Fröst est converti en musique.
« In Emerge me and Martin have been trying to find the future of music, blend technology through my technology gestrument - gesture-instrument - where you can play on a virtual orchestra while playing on his clarinet and conducting the live orchestra and to find new ways of expression. »
— déclare Nordin

« Dans Emerge, Martin et moi avons essayé de trouver l'avenir de la musique en introduisant de la technologie avec mon instrument de musique numérique appelé gestrument – instrument de geste (i.e. mouvement du corps ou de la main), sur lequel vous pouvez jouer avec un orchestre virtuel tout en jouant de votre clarinette et en dirigeant en direct l'orchestre, et de trouver de nouveaux moyens d'expression. »
.
« Das letzte Stück sieht ein Gestrument vor, es nennt sich ,Space in the Air’ und beinhaltet Musik-DNA. Wenn ich die Luft berühre, wird es zu Klang, erzeugt durch eine Infrarotkamera. Ich kann in der Luft mit meinen Fingern spielen, wozu ich einen Choreographen für die Bewegungen brauche. Und auch das ist eine Art der Zukunft der Musik. Zu Beginn des Stückes sage ich ,Where does the music go?’ (,Wohin entschwindet die Musik’) Kann ich sie fühlen? Geht sie in die Zukunft? Kann ich sie berühren? Und dann führe ich buchstäblich meine Hand in die Luft zwischen mir und dem Publikum und plötzlich entsteht ein Klang. Es ist also ein Gespräch zwischen mir, dem Gestrument, dem Raum und dem Orchester hinter mir. Es ist eigentlich ziemlich aufregend. »
— Fröst

« Le dernier morceau emploie un instrument gestrument, il  s'appelle « Space in the Air » et contient l'ADN de la musique. Lorsque je touche l'air, il se transforme en un son, créé par une caméra infrarouge. Je peux jouer en l'air avec mes doigts, ce qui nécessite un chorégraphe pour les mouvements. Et c'est aussi une sorte de futur pour la musique. Au début de la pièce, je dis: « Où va la musique ? » Est-ce que je peux la sentir ? Est-ce qu'elle va vers l'avenir ? Puis-je la toucher ? Et puis je mets littéralement ma main en l'air entre moi et le public et soudain un son est créé. C'est donc une conversation entre moi, l'instrument gestuel, la salle et l'orchestre derrière moi. C'est en fait assez excitant. »
.
La première a eu lieu le 18 mai 2018 à Stockholm (voir Liens externes: documentation, détails de toutes les pièces et vidéo sur le site konserthuset, 1h45 avec l'ajout de la danse Klezmer n°2 pour clarinette et orchestre à cordes de Göran Fröst).

### Xodus (2022)
Avec un an de retard en raison de la pandémie de Covid-19, le projet, portant à l'origine le titre Exodus, est monté sur scène sous le nom de « Xodus (The Way Out Lies Within) » le 5 mai 2022 au Konserhuset de Stockholm avec la participation de plus de 100 personnes et avec la création d'une peinture en direct sur un grand écran; la durée de la représentation est d'environ 75 minutes,. Les textes sous-titrés en anglais et les images en direct ont été réalisés par l'artiste graphiste suédois Jesper Waldersten (en). Fröst apparait dans le spectacle comme clarinettiste, chef de l'Orchestre philharmonique royal de Stockholm et d'un chœur de chambre, et comme « maître de cérémonie ». Le Konserthuset a mis en ligne une vidéo de la représentation avec une brève introduction et la liste de tous les titres musicaux arrangés pour cette œuvre. Il s'agit d'une part de compositions de Johann Sebastian Bach, Georg Friedrich Händel, Wolfgang Amadeus Mozart, Johannes Brahms, Giuseppe Verdi et Bela Bartok, d'autre part, des pièces contemporaines des compositeurs suédois Hans Ek (en), Anders Hillborg, Goran Fröst, Annamaria Kowalsky ainsi qu'un arrangement de pièces traditionnelles par le clarinettiste et arrangeur espagnol Alberto Álvarez García. Le concepteur d'éclairage suédois Linus Fellbom (sv), qui travaille principalement dans les domaines du théâtre, de l'opéra et de la danse, s'est chargé de la conception de l'éclairage et de la mise en scène.
Dans une critique, on peut lire : « Le musicien Martin Fröst et l'artiste Jesper Waldersten repoussent les limites de ce que peut être un concert classique. »

## Fondation Martin Fröst
En 2019, Martin Fröst a créé une fondation en Suède, suivie de lancements à Pékin, Paris, New York et Londres, dont l'objectif est de donner aux enfants et aux jeunes du monde entier la possibilité de recevoir des cours de musique et d'accéder à des instruments de musique. Le sponsor principal est la société Buffet Crampon, qui fait don d'instruments et qui apporte un soutien financier. Tout le monde peut apporter une contribution financière.

## Vie privée
Martin Fröst est marié, a deux enfants et vit à Stockholm.